# Hermann de Hohenlohe-Langenbourg
Pour les articles homonymes, voir Maison de Hohenlohe.
Hermann de Hohenlohe-Langenbourg (1832-1913) fut  « gouverneur » d'Alsace-Lorraine de 1894 à 1907. Neveu de la reine Victoria du Royaume-Uni, il est un oncle "à la mode de Bretagne" de l'empereur Guillaume II d'Allemagne.

## Biographie
Fils d'Ernest Ier de Hohenlohe-Langenbourg et de Théodora de Leiningen, le prince Hermann Ernest François Bernard de Hohenlohe-Langenbourg naît le 31 août 1832 à Langenbourg. Il est l'un des neveux de la reine Victoria, mais il est aussi un oncle par alliance de l'empereur allemand Guillaume II. Après une éducation princière, Hermann étudie le droit à Berlin. En 1860, le mariage morganatique de son frère aîné fait de lui l'héritier des titres et des possessions de son père.
À partir du 4 mars 1861, Hermann de Hohenlohe-Langenbourg siège de droit à la Württembergische Landstände, la Chambre haute du royaume de Wurtemberg et en sera vice-président. En 1862, il épouse la princesse Léopoldine de Bade (1837-1903) qui lui donnera trois enfants. De 1871 à 1881, il siège au Reichstag, où il se montre un fervent soutien de l'Empire wilhelmien. C'est également un fervent partisan de la politique coloniale. Il préside en effet la Deutsche Kolonialgesellschaft, la société coloniale allemande. De 1894 à 1907, Hermann zu Hohenlohe-Langenburg est Reichsstatthalter, c'est-à-dire « gouverneur impérial » d'Alsace-Lorraine, annexée à l'Empire allemand en 1871.

## Sources
- Kurt Eißele: Fürst Hermann zu Hohenlohe-Langenburg als Statthalter im Reichsland Elsass-Lothringen 1894–1907. O.O., 1950
- Günter Richter: Hermann Fürst zu Hohenlohe-Langenburg. In: Neue Deutsche Biographie (NDB). Vol 9, Duncker & Humblot, Berlin, 1972 (p. 491 et suiv.)